# Celorico da Beira
Celorico da Beira község és település Portugáliában, Guarda kerületben. A település területe 247,22 négyzetkilométer. Celorico da Beira lakossága 7693 fő volt a 2011-es adatok alapján. A településen a népsűrűség 31 fő/ négyzetkilométer. A település jelenlegi vezetője José Francisco Gomes Monteiro.
Legnagyobb települése és egyben központja Celorico da Beira, amely a Mondego folyó mellett fekszik. 
A település napja minden évben május 23-án van. 

## Települései
A község a következő településeket foglalja magába, melyek:
Sablon:Div col
- Açores e Velosa
- Baraçal
- Carrapichana
- Casas do Soeiro
- Celorico (São Pedro e Santa Maria) e Vila Boa do Mondego
- Cortiçô da Serra, Vide Entre Vinhas e Salgueirais
- Forno Telheiro
- Lajeosa do Mondego
- Linhares
- Maçal do Chão
- Mesquitela
- Minhocal
- Prados
- Rapa e Cadafaz
- Ratoeira
- Vale de Azares

Sablon:Div col end

## Fordítás
Ez a szócikk részben vagy egészben  a   Celorico da Beira című angol Wikipédia-szócikk ezen változatának fordításán alapul.  Az eredeti cikk szerkesztőit annak laptörténete sorolja fel. Ez a jelzés csupán a megfogalmazás eredetét és a szerzői jogokat jelzi, nem szolgál a cikkben szereplő információk forrásmegjelöléseként.